# Елизаветинский сельсовет (Шаховской район)
Елизаветинский сельсовет — упразднённая административно-территориальная единица, существовавшая на территории Московской губернии и Московской области до 1939 года.
Елизаветинский сельсовет возник в 1924—1925 годах в составе Раменской волости Волоколамского уезда Московской губернии.
По данным 1926 года в состав сельсовета входили 4 населённых пункта — Елизаветино, Елинархово, Полежаево и Темниково.
В 1929 году Елизаветинский с/с был отнесён к Шаховскому району Московского округа Московской области.
17 июля 1939 года Елизаветинский с/с был упразднён, а его территория в полном составе передана в Белоколпский с/с.